# Prigrevica
Prigrevica (en serbe cyrillique : Пригревица)) est une localité de Serbie située dans la province autonome de Voïvodine. Elle fait partie de la municipalité d'Apatin dans le district de Bačka occidentale. Au recensement de 2011, elle comptait 3 964 habitants.
Prigrevica est officiellement classée parmi les villages de Serbie.

## Démographie

### Évolution historique de la population
| 1948  | 1953  | 1961  | 1971  | 1981  | 1991  | 2002  | 2011  |
| ----- | ----- | ----- | ----- | ----- | ----- | ----- | ----- |
| 5 219 | 5 480 | 5 449 | 5 033 | 5 026 | 4 842 | 4 781 | 3 964 |

|  |

## Économie
.

## Personnalités
Željko Rebrača, né en 1972, joueur de basket-ball professionnel.